# Huitzilopochco
El Señorío de Huitzilopochco fue una ciudad-estado precolombino. En un principio, Huitzilopochco fue uno de los cuatro altépetl mexicas. Los otros eran Iztapalapa, Culhuacan y Mexicatzingo. En 1520, Huitzilopochco se erigió en un señorío satélite, que los mexicas formaron en un intento desesperado para que su imperio no desapareciera. Sin embargo, el señorío no duró mucho, ya que fue destruido por los españoles, y otorgado en encomienda al conquistador Bernardino Vázquez de Tapia.
El sitio donde se encontraba Huitzilopochco, hoy lo ocupa Churubusco. 

## Toponimia
Huitzilopochco significa, en náhuatl, "donde está Huitzilopochtli".